# Бічмонт (Кентуккі)
Бічмонт (англ. Beechmont) — переписна місцевість (CDP) в США, в окрузі Муленберґ штату Кентуккі. Населення — 776 осіб (2020).

## Географія
Бічмонт розташований за координатами 37°10′9″ пн. ш. 87°2′22″ зх. д. / 37.16917° пн. ш. 87.03944° зх. д. (37.169186, -87.039478).  За даними Бюро перепису населення США в 2010 році переписна місцевість мала площу 4,73 км², з яких 4,71 км² — суходіл та 0,02 км² — водойми.

## Демографія
Згідно з переписом 2010 року, у переписній місцевості мешкало 689 осіб у 274 домогосподарствах у складі 213 родин. Густота населення становила 146 осіб/км².  Було 310 помешкань (66/км²).
Расовий склад населення:
| - 98,1 % — білих - 0,7 % — чорних або афроамериканців |

До двох чи більше рас належало 1,0 %. Частка іспаномовних становила 0,9 % від усіх жителів.
За віковим діапазоном населення розподілялося таким чином: 24,7 % — особи молодші 18 років, 57,4 % — особи у віці 18—64 років, 17,9 % — особи у віці 65 років та старші. Медіана віку мешканця становила 40,1 року. На 100 осіб жіночої статі у переписній місцевості припадало 98,6 чоловіків;  на 100 жінок у віці від 18 років та старших — 95,8 чоловіків також старших 18 років.
Медіана доходів становила 52 182 долари для чоловіків та 41 198 доларів для жінок. За межею бідності перебувало 17,5 % осіб, у тому числі 21,9 % дітей у віці до 18 років та 0,0 % осіб у віці 65 років та старших.
Цивільне працевлаштоване населення становило 256 осіб. Основні галузі зайнятості: виробництво — 47,3 %, освіта, охорона здоров'я та соціальна допомога — 20,3 %, транспорт — 9,8 %, роздрібна торгівля — 8,6 %.